# Коль, Маркос
Маркос (Марко) Тулио Коль Тесильо (исп. Marcos Tulio Coll Tesillo; 23 августа 1935, Барранкилья — 5 июня 2017, Барранкилья) — колумбийский футболист, выступавший на позиции полузащитника. Участник чемпионата мира 1962 года.

## Биография

### Клубная карьера
Начал выступать на взрослом уровне в 1952 году в клубе «Спортинг» из Барранкильи. В 1955 году присоединился к одной из сильнейших команд Колумбии — «Индепендьенте Медельин», с которой выиграл чемпионат страны, но выходил на поле лишь в одном матче (по другим данным, сыграл 13 матчей). В 1956 году перешёл в «Депортес Толима», в которой провёл 8 сезонов (с перерывом) и сыграл более 200 матчей. В дальнейшем сменил ещё несколько команд в чемпионате Колумбии, также выступал в Аргентине и Мексике. Завершил игровую карьеру в 1971 году в возрасте 36 лет в клубе «Атлетико Хуниор» из своего родного города.
В общей сложности сыграл 433 официальных матча и забил 84 гола в чемпионатах и Кубках Колумбии.
После окончания игровой карьеры несколько раз работал тренером «Атлетико Хуниор».

### Карьера в сборной
Дебютировал в сборной Колумбии 16 июня 1957 года в матче отборочного турнира ЧМ-1958 против Уругвая. На чемпионате мира 1962 года участвовал вместе со своей командой в финальном турнире. 3 июня 1962 года в матче группового турнира против сборной СССР при счёте 1:4 забил гол непосредственно с углового в ворота Льва Яшина, к концу матча колумбийцам удалось сравнять счёт (4:4). Однако два других матча команда проиграла и не вышла из группы. Сам футболист выходил на поле во всех трёх матчах группового этапа. В 1963 году выступал на чемпионате Южной Америки, после чего завершил карьеру в сборной. Всего в национальной команде сыграл 11 матчей и забил 5 голов.

## Личная жизнь
Родители — Эмелина Тесильо и Элиас Коль Тара. Отец был первым в Колумбии футбольным арбитром-профессионалом и первым в стране получил звание «арбитр ФИФА». Сын, Марио Альберто Коль, тоже был профессиональным футболистом и выступал за сборную Колумбии.
Скончался 5 июня 2017 года в Барранкилье на 82-м году жизни.

## Титулы
- Чемпион Колумбии: 1955